# Аміхай Еліягу
Аміхай Бен-Еліягу (івр. עמיחי בן אליהו; нар. 24 квітня 1979, Єрусалим) — ізраїльський політичний діяч, депутат Кнесету від партії «Оцма єгудіт». Міністр у справах спадщини Ізраїлю (2022 — 2025).